# Al-Ittihad FC
O Al-Ittihad Saudi Football Club (em árabe: نادي الإتحاد العربي السعودي), simplesmente conhecido como Al-Ittihad ou Ittihad, é um clube profissional de futebol sediado em Gidá, na Arábia Saudita, fundado em 1927. O clube passou toda a sua história na primeira divisão do futebol saudita, atualmente conhecida como Saudi Pro League.
Em 2023, o Public Investment Fund (PIF), o fundo soberano saudita, passou a ser dono de 75% do capital do Al-Ittihad, assumindo o controle  da diretoria.
Seu principal rival é o Al Hilal com que faz o "El Classico" Saudita, e juntamente com Al Nassr e Al Ahli faz parte do "Big Four" Saudita.

## História
O clube foi fundado em 1927. Na história do futebol saudita é um dos clubes mais vitoriosos e tradicionais do país.
O Al-Ittihad ganhou a Liga dos Campeões da Ásia de 2004 com uma emocionante vitória por 6 a 3 (no resultado agregado) sobre o Seongnam FC, da Coreia do Sul.
E em 2005 voltou a ser coroado como campeão asiático ao derrotar o Al Ain dos EAU, por 5 a 3 no agregado. 
Disputou em 2005 o Mundial de Clubes da FIFA, passou da primeira fase vencendo o Al Ahly do Egito por 1 a 0, já na semifinal perdeu para o São Paulo do Brasil por 3 a 2 e na decisão de terceiro lugar perdeu para o Deportivo Saprissa da Costa Rica também por 3 a 2, ficando então em quarto lugar.
Em 2023, o Fundo de Investimento Público do país passou a ser dono de 75% do capital do Al-Ittihad, assumindo o controle da diretoria. Em 2023, o Al-Ittihad contratou o astro francês Benzema, ex-Real Madrid e atual vencedor do Ballon D'or.

## Rivalidades

### Dérbi de Gidá
O dérbi de Gidá entre Al-Ittihad e Al-Ahli é conhecido por ser um dos jogos mais competitivos da Saudi Pro League. Desde o início das competições nacionais, ambos os clubes foram vistos como representantes de dois rivais da mesma cidade: Gidá. Essa rivalidade continuou anualmente por mais de 70 anos, até que o Al-Ahli foi rebaixado para a primeira divisão em 2022. O dérbi esteve de volta em 6 de outubro de 2023.

### Clássico Saudita
Al-Ittihad tem uma longa rivalidade com Al-Hilal. Desde o início da competição nacional, os clubes foram vistos como representantes de duas cidades rivais: Riade e Gidá. Os jogos entre os dois são frequentemente chamados de "El Clásico". Após o sucesso do Al-Hilal na Ásia, quando ganharam duas Liga dos Campeões da AFC em 1991 e 2000, o Al-Ittihad venceu-a duas vezes seguidas, em 2004 e 2005. A maior vitória do clássico foi quando o Al-Hilal derrotou o Al-Ittihad por 5 a 0 na liga saudita em dezembro de 2009.

## Títulos
| CONTINENTAIS              | CONTINENTAIS | CONTINENTAIS                                               | CONTINENTAIS |
| Competição                | Títulos      | Temporadas                                                 |              |
| ------------------------- | ------------ | ---------------------------------------------------------- | ------------ |
| Liga dos Campeões da AFC  | 2            | 2004, 2005                                                 |              |
| Recopa Asiática           | 1            | 1999                                                       |              |
| INTERNACIONAIS            |              |                                                            |              |
| Competição                | Títulos      | Temporadas                                                 |              |
| Liga dos Campeões Árabes  | 1            | 2005                                                       |              |
| Copa do Golfo             | 1            | 1999                                                       |              |
| Supercopa Saudita-Egípcia | 2            | 2001, 2003                                                 |              |
| NACIONAIS                 |              |                                                            |              |
| Competição                | Títulos      | Temporadas                                                 |              |
| Campeonato Saudita        | 10           | 1982, 1997, 1999, 2000, 2001, 2003, 2007, 2009, 2023, 2025 |              |
| Copa do Rei               | 10           | 1958, 1959, 1960, 1963, 1967, 1988, 2010, 2013, 2018, 2025 |              |
| Copa da Coroa do Príncipe | 8            | 1958, 1959, 1963, 1991, 1997, 2001, 2004, 2017             |              |
| Supercopa Saudita         | 1            | 2023                                                       |              |
| Copa da Federação         | 3            | 1986, 1997, 1999                                           |              |

## Elenco atual
Última atualização: 7 de janeiro de 2025.

## Comissão Técnica
| Posição              | Nome             |
| -------------------- | ---------------- |
| Técnico              | Laurent Blanc    |
| Assistente Técnico   | Bandar Basraih   |
| Treinador de Goleiro | Ganiel Tudor     |
| Preparador Físico    | Ivan Rafael Diaz |
| Técnico da Base      | Marco Koorman    |